# جوناثان إسبانيا
جوناثان إسبانيا (بالإسبانية: Jonathan España)‏ هو لاعب كرة قدم فنزويلي في مركز الدفاع، ولد في 13 نوفمبر 1988 في سيوداد أوجيدا ‏ في فنزويلا. لعب مع أيل ليماسول ونادي زامورا.

## وصلات خارجية
- جوناثان إسبانيا على موقع Soccerway.com (الإنجليزية)